# Joost Wichman
Joost Wichman (Lichtenvoorde, 19 mei 1978) is een Nederlandse mountainbiker met four-cross (4X) als voornaamste discipline. Hij werd wereldkampioen in 2013 en drievoudig Europees kampioen. Sinds 2013 organiseert Wichman pumptrackwedstrijden. Hij raakte ook betrokken bij het ontwerp en de aanleg van pumptracks. Vanaf 2022 bundelt hij deze activiteiten samen met Desmond Tessemaker in het bedrijf The Pump Factory.

## BMX
Wichman begon als vierjarige met BMX en won zijn eerste beker in 1983. Zijn moeder bracht hem en zijn zus Rebecca naar Nederlandse, Europese en wereldkampioenschappen. Toen Wichman 19 was kwam hij bij de Nederlandse selectie. Onder leiding van Ton Kolvoort won Wichman zijn eerste NK bij de elite en een aantal EK rondes. In 2007 kreeg hij een hernia en moest hij stoppen. Een poging om terug te keren mislukte, waarop bondscoach Bas de Bever de tip gaf om over te stappen op Four-cross, dat minder belastend was voor de rug.

## Mountainbiken

### Four-cross
In 2008 werd Wichman MTB professional. Hij werd driemaal Europees kampioen four-cross (2006, 2008 en 2010) en won drie wereldbekerwedstrijden. In de eindstand van de wereldbeker was hij in 2009 tweede en 2010 derde. Bij het wereldkampioenschap mountainbike in 2011 won Wichman brons en in 2013 werd hij wereldkampioen in het Oostenrijkse Leogang. Vlak voor die wedstrijd kondigde Wichman aan zijn carrière te besluiten. De regenboogtrui leverde hem een nominatie op voor de verkiezing van de Wielrenner van het Jaar 2013.

### Mountainbikeploegen
In 2012 richtte hij zijn eigen mountainbiketeam op waarvan hij ook de teammanager werd: Rose Vaujany Mountainbike Team, gesponsord door het fietsenmerk Rose en de gemeente Vaujany in het ski- en mountainbikegebied Alpe d'Huez, waar de endurorace Megavalanche wordt gehouden. Overige leden waren de Britse Katy Curd, de Belg Nico Vink, de Nederlandse talenten Leo Combee en Daniel Prijkel, en de Duitser Petrik Brückner. In 2014 stapte hij met Brückner over naar het Radon Flow Team, gesponsord door het Duitse fietsenmerk Radon.

### Crankworx-festivals op pumptracks
Naast de four-cross reed Wichman mee bij Crankworx-festivals op pumptracks. In 2014 won hij Crankworx Nieuw-Zeeland. In de officieuze wereldkampioenschappen, de Crankworx Series, eindigde hij tweede. Zijn wereldkampioenschap op de Four-cross vierde hij met een feestje in een discotheek. Hij legde er een mobiele pumptrack in en nodigde alle rijders uit voor een wedstrijd en feest. Het was een succes en sindsdien brengt Wichman het urban sports-feestje naar binnen- en buitenland. De Pump Battle Series zijn bijvoorbeeld al naar Papendal, de Zwarte Cross, in Willingen, Riva del Garda, Londen en Berlijn geweest.

## Pumptracks bouwen
Naast het organiseren van ploegen en Pump Battles, raakte Wichman ook betrokken bij het ontwerpen en bouwen van mountainbikebanen en pumptracks via Icycle/Velosolutions. De pumptracks worden gezien als een stedelijke speeltuin, waar je met (loop)fiets, skateboard en step op kunt rijden. Doordat er steeds meer vaste banen bijkwamen, werd het voor Wichman ook interessant om een wedstrijd- en feesttoer te organiseren, ter promotie van deze banen.
In 2022 richtte Wichman samen met BMXer en freestyler Desmond Tessemaker het eigen bedrijf The Pump Factory op. Ze ontwerpen en bouwen pumptracks. De Pumptrack Battle series werden ook in het bedrijf ondergebracht en ze voegden evenementen toe zoals de Nederlandse kampioenschappen Pumptrack. De NKs worden organiseerd met de KNWU en een lokale organisator. Het bedrijf bouwde bijvoorbeeld de pumptrack van het Watersley Sports & Talentpark in Sittard, en organiseerde er het Open NK van 2022.
Voor de Apeldoornse wijk Woudhuis ontwierp Wichman een avontuurlijk fietspad, met heuveltjes, slingers en kleine obstakels, in speeltuin de Vlindertuin. De gemeente wil hiermee kinderen verleiden om meer te bewegen, wat gezond is. De pumpcoaster verbetert ook de fietsmotoriek en -behendigheid, waardoor men veiliger aan het verkeer kan deelnemen. Het bedrijf werkt onder meer samen met BAM, dat bijvoorbeeld een speciaal soort asfalt ontwikkelde, en The Mud Crew, dat skateparken bouwt.